# Lucy Ewing
Lucy Ann Ewing (korábban Cooper) a Dallas című sorozat egyik szereplője. A karaktert Charlene Tilton játssza a sorozat kezdetétől. A színésznő elhagyta a show-t a nyolcadik évad végén. Később, a 11. évad utolsó két epizódjában bukkant fel újra, majd a 13. évad végéig ismét főszereplőként láthattuk. 1990 áprilisában végleg kiírták a karakterét.
Lucy egyetlen epizódban szerepelt a Dallas spin-off szériájában, a Knots Landing-ban. Az új Dallasban rendszeres sztárvendégként tért vissza.

## Háttér
Lucy Gary Ewing és Valene Clements Ewing idősebb lánya. Gary, az édesapja volt mindig is a Ewing család fekete báránya, sokat ivott, ezért Jockey elüldözte Southforkból. Valene eközben már készülődött, hogy elhagyja Dallast, a csecsemő Lucy-vel együtt. Jockey rögtön rájött a dologra, Valene-t elüldözte, és Lucy-t visszavitte Southforkba, ahol a nagyszülei, Jock és Miss Ellie Ewing felnevelték.

## Történet
A sorozat kezdetekor Lucy egy tinédzser bajkeverő volt. Viszonyt folytatott Ray Krebbs-el is, akiről később kiderült, hogy a nagybátyja. Emiatt szinte mindig lógott az iskolából, és hazudott a nagyszüleinek. 1978-ban a nagybátyja, Bobby hazavitte Southforkba, és bemutatta a családnak a feleségét, Pamela Barnes Ewing-ot. Pamela rögtön rájött, hogy Lucy lóg az iskolából, és hazudik a családjának, de megígérte neki, hogy senkinek nem árulja el. Pamela mindig gondoskodott arról, hogy Lucy minden reggel eljusson az iskolába. De ott is kihúzta a gyufát: egy színjáték keretében elhitette mindenkivel, hogy a matematika tanára megerőszakolta. Pamelától azt kérte, hogy ne árulja el a nagyszüleinek a dolgot, és hazudja azt, hogy nagyon jól teljesít az iskolában. Azonban a terv visszafelé sült el, és Lucy befejezte az iskolát.
Miután úgy döntött, hogy véget vet a Ray-el való viszonyának, beleszeretett Kit Mainwaring-ba, a vele egykorú fiúba. El is jegyezték egymást 1979-ben, de a kapcsolatuk véget ért, mivel Kit bevallotta, hogy meleg. Valene és Gary ugyanebben az évben újraházasodtak, és Lucy kibékült mindkettejükkel. Ezután Gary és Valene Kaliforniába költöztek, és magukkal vitték Lucy-t 1 hétre, amitől a lány nagyon boldog volt.
Pár évvel később Lucy kábítószerhez nyúlt, és ha a családja nem állt volna mellette, komoly bajban lett volna. Szerencsére leküzdötte a káros szenvedélyét. 1981-ben feleségül ment Mitch Cooper-hez, az egyik ifjú orvostanhallgatóhoz, de hamar rájöttek, hogy teljesen különböző világban élnek, így 1 év múlva elváltak, és Mitch Atlantába költözött, mivel ott kapott orvosi állást. 1982-ben Lucy modellkedni kezdett, és a pszichopata Roger Larson volt a fotósa. Roger Lucy megszállottja lett, és végül elrabolta, és azt tervezte, hogy megszökik vele Kaliforniába. Azonban Pamala és Bobby megmentette őt. Pár héttel később Lucy elvált Mitch-től, és kiderült, hogy terhes lett Roger-től. Lucy úgy döntött, hogy elveteti a gyereket.
A 6. évadban, Lucy beleszeretett Mickey Trotter-be, Ray unokaöccsébe, de a kapcsolatuk pár hónap után véget ért Mickey halálával. Samantha ittasan beszállt Jockey autójába, és Mickey beszállt mellé az autóba, hogy megpróbálja megállítani őt. Az autónak szándékosan nekiütközött Walt Driscoll, Jockey egyik ellensége, aki meg akarta ölni. Miután Driscoll bement a kórházba, és látta, hogy egy ártatlan fiatalember életét tette tönkre, öngyilkos lett.
Idővel, Lucy kezdte összeszedni magát, és megőrizte fiatalos szeszélyeit. 1985-ben újra összejöttek Mitch-el, és újra összeházasodtak. Ezután Atlantába költöztek. Azonban a második házasságuk is véget ért, mert Mitch csak a munkájának élt, nem volt egy szabad perce sem. 1989 januárjában másodjára is elváltak. 1990 áprilisában Lucy úgy döntött, hogy élvezi az élet minden kalandját, mecénás lett, és Olaszországba költözött.
Lucy-ről volt egy rövid említés a sorozat záróepizódjában, ahol kiderült, hogy mi történt volna, ha Jockey Ewing soha nem születik meg. Kiderült, hogy a cselszövő és hataloméhes nagybátyja Jockey nélkül Lucy soha nem született volna meg. Az 1996-os Dallas: Jockey visszatér című TV-filmben is említették egyszer Lucy-t, de nem szerepelt sem a záróepizódban, sem a két spin-off filmben.

## Dallas (2012, televíziós sorozat)
A modern Lucy sokkal életerősebb, lazább mint amilyen az eredeti sorozatban volt. Lucy 2012-ben visszatért Christopher esküvőjére Southforkba. Aztán részt vett Bobby "utolsó" Ewing ünnepségén, mivel akkor Bobby úgy határozott, hogy eladja Southforkot, és hogy az volt az utolsó alkalom, hogy Southfork a Ewingok tulajdonában volt. Később Lucy együtt ebédelt Johnny-val, aki azt kérte tőle, hogy segítsen neki meggyőzni az apját, Gary-t, hogy aláírja az olaj kitermeléséhez szükséges papírokat. 2013-ban, Lucy részt vett a nagybátyja, Jockey temetésén is Southforkban. Pár nappal később, Lucy ismét felbukkant Southfork-ban az édesanyjával, Valene-el, hogy találkozhasson az édesapjával, Gary-vel.
Lucy családi állapotával nem foglalkozott az új sorozat.

## Autói
Lucy első autója egy ezüstszürke Fiat X1/9 volt, amit ajándékként kapott meg. Pár évvel később egy hasonló színű, nyitott Triumph TR7 autót kapott. A sorozat vége felé végül két Porschéja volt neki. Egy szürke Porsche 924-es, majd később egy sötétszürke Porsche 944-es. Lucy autóinak rendszáma: Ewing 5 volt.

## A popkultúrában
Lucy-t Terry Wogan a saját rádió show-jában "A Mérges Törpének" becézte az 1980-as években. James Wolcott visszaemlékezett rá, hogy hogy hívta Lucy-t: "olyan rövid, mint egy farönk, és közel sem olyan animált."

## Fordítás
- Ez a szócikk részben vagy egészben  a   Lucy Ewing című angol Wikipédia-szócikk fordításán alapul.  Az eredeti cikk szerkesztőit annak laptörténete sorolja fel. Ez a jelzés csupán a megfogalmazás eredetét és a szerzői jogokat jelzi, nem szolgál a cikkben szereplő információk forrásmegjelöléseként.